# Comarque de Paradanta
Paradanta est une comarque de la province de Pontevedra en Galice (Espagne). 

## Municipios de la comarque
La comarque est composée de quatre municipios (municipalités ou cantons) : 
- Arbo
- La Cañiza (chef-lieu)
- Covelo
- Crecente